# Isthmian League Division One South
Isthmian League Division One South var under åren 2002–2004 och 2006–2018 en division i den engelska fotbollsligan Isthmian League och låg under de sista säsongerna på nivå åtta i det engelska ligasystemet.
Divisionen delades inför 2018/19 års säsong upp i två nya divisioner, Division One South Central och Division One South East.

## Mästare
| Säsong     | Mästare                  |
| ---------- | ------------------------ |
| 2002/03    | Carshalton Athletic      |
| 2003/04    | Lewes                    |
| ---------- | -----------------------  |
| 2006/07    | Maidstone United         |
| 2007/08    | Dover Athletic           |
| 2008/09    | Kingstonian              |
| 2009/10    | Croydon Athletic         |
| 2010/11    | Metropolitan Police      |
| 2011/12    | Whitehawk                |
| 2012/13    | Dulwich Hamlet           |
| 2013/14    | Peacehaven & Telscombe   |
| 2014/15    | Burgess Hill Town        |
| 2015/16    | Folkestone Invicta       |
| 2016/17    | Tooting & Mitcham United |
| 2017/18    | Carshalton Athletic      |